# 大清著作權律
《大清著作權律》，晚清政府制定的關於保障著作者權利的專門法律，是中國歷史上第一部版權法。

## 歷史
清宣統二年（1910年），時值預備立憲。沈家本、伍廷芳被委任為修訂法律大臣。他們參考西方的法律體系與原則來制訂了一套新的專門法律，包括了《大清著作權律》。
《大清著作權律》共分五章，分別是“通例、權利期限、呈報義務、權利限制、附則”，共55條條文。涵蓋了版權的概念、作品的範圍、作者的權利、取得版權的程序、版權的期限和版權的限制等等。
作者可以終身享有版權，离世後，繼承人可繼續享受30年。首次發表的作品在作者离世後还有為期30年的版權。對於合理使用、合作作品、委託作品、口頭作品、翻譯作品等等的問題，《大清著作權律》也有規定。當時的民政部負責註冊享有版權的作品，並發出相關的執照。
在中華民國建立時，《大清著作權律》根據中華民國大總統於民國元年（1912年）3月命令通告“暫行援用”，生效期被延長至1915年。後來，北洋政府也根據此法來制定《北洋政府著作權法》。